# Shadae Lawrence
Shadae Lawrence (* 31. Dezember 1995 im Saint Catherine Parish) ist eine jamaikanische Leichtathletin, die sich auf den Diskuswurf spezialisiert hat.

## Leben
Shadae Lawrence stammt aus dem Süden Jamaikas. Während der sechsten Klassenstufe auf der Hydel High School fing mit der Leichtathletik an, zunächst als Hochspringerin. Ihr damaliger Trainer legte ihr später nahe, sich im Diskuswurf zu versuchen, was sie nach einigem Zögern auch tat. Nach dem Schulabschluss nahm sie, zusammen mit ihrer Zwillingsschwester Shardia, einer Dreispringern, ein Studium an der Kansas State University in den USA auf. Dort begann sie unter der Anleitung von Greg Watson zu trainieren. Nachdem sie ein Stagnieren ihrer sportlichen Leistung feststellte, wechselte sie 2018 an die Colorado State University, wo sie Wirtschaftswissenschaften studierte und seitdem von Brian Bedard trainiert wird.
Lawrence arbeitet als Assistenztrainerin für die South Florida Bulls, das Leichtathletikteam der University of South Florida.

## Sportliche Laufbahn
Lawrence bestritt 2013 ihre ersten Wettkämpfe im Diskuswurf auf nationaler Ebene. 2014 trat sie Anfang Juli bei den U20-Meisterschaften Zentralamerikas und der Karibik zu ihren ersten internationalen Meisterschaften an und konnte sich gegen die Konkurrenz durchsetzen. Ein paar Wochen später nahm sie in den USA an den U20-Weltmeisterschaften teil. In der Qualifikation warf sie mit 48,44 m eine neue Bestleistung, verpasste damit dennoch den Einzug in das Finale. 2016 steigerte sie im Mai nach ihrem Wechsel in die USA ihre Bestleistung auf 61,18 m und erfüllte damit die Qualifikation für die Olympischen Sommerspiele in Rio de Janeiro. Nach der College-Saison wurde sie zu einer der zwölf „Freshman of the Year“ gewählt. Bevor sie in Rio bei den Spielen an den Start ging, gewann Lawrence Anfang Juli die Silbermedaille bei den Jamaikanischen Meisterschaften. Einen Monat später trat sie in der Qualifikation bei den Olympischen Spielen an, kam allerdings nicht über 57,09 m hinaus, wodurch sie nach der Qualifikation ausschied.
2017 steigerte Lawrence ihre Bestleistung auf 62,59 m. Im Juni siegte sie bei den College-Meisterschaften der ersten Division der NCAA. Später im August trat sie in London zum ersten Mal bei den Weltmeisterschaften an, verpasste aber nach den Olympischen Spielen auch bei den Weltmeisterschaften den Einzug in das Finale. 2018 gewann sie zum ersten Mal die Goldmedaille bei den Jamaikanischen Meisterschaften, was ihr 2019 erneut gelang. Im Mai 2019 stellte sie mit 65,05 einen neuen Nationalrekord Jamaikas auf. Anschließend trat sie im August 2019 für Jamaika bei den Panamerikanischen Spielen in Lima. Sie erreichte den Einzug in das Finale, das sie als Sechste beendete. Anfang Oktober nahm sie in Doha zum zweiten Mal bei den Weltmeisterschaften an, konnte aber erneut das Finale nicht erreichen. Nachdem aufgrund der COVID-19-Pandemie 2020 keine Wettkämpfe in den USA absolviert werden konnten, trat Lawrence 2021 wieder an und konnte in Tucson im Mai, nach der Silbermedaille bei den nationalen Meisterschaften, mit 67,05 m ihren eigenen Nationalrekord verbessern. Damit qualifizierte sie sich als Fünftplatzierte der Weltrangliste erneut für die Olympischen Sommerspiele. Ende Juli trat sie in der Qualifikation in Tokio an un erreichte diesmal das Finale, das sie mit 62,12 m als Siebte beendete.

## Wichtige Wettbewerbe
| Jahr                | Veranstaltung                                  | Ort                 | Platz               | Disziplin           | Weite               |
| Startet für Jamaika | Startet für Jamaika                            | Startet für Jamaika | Startet für Jamaika | Startet für Jamaika | Startet für Jamaika |
| ------------------- | ---------------------------------------------- | ------------------- | ------------------- | ------------------- | ------------------- |
| 2014                | U20-Zentralamerika- und Karibikmeisterschaften | Morelia             | 1.                  | Diskuswurf          | 46,25 m             |
| 2014                | U20-Weltmeisterschaften                        | Eugene              | 14.                 | Diskuswurf          | 48,44 m             |
| 2016                | Olympische Sommerspiele                        | Rio de Janeiro      | 22.                 | Diskuswurf          | 57,09 m             |
| 2017                | Weltmeisterschaften                            | London              | 15.                 | Diskuswurf          | 59,25 m             |
| 2019                | Panamerikanische Spiele                        | Lima                | 6.                  | Diskuswurf          | 58,99 m             |
| 2019                | Weltmeisterschaften                            | Doha                | 19.                 | Diskuswurf          | 58,51 m             |
| 2021                | Olympische Sommerspiele                        | Tokio               | 7.                  | Diskuswurf          | 62,12 m             |

## Leistungsentwicklung
- 2013: 41,51 m
- 2014: 48,44 m
- 2015: 48,66 m
- 2016: 61,18 m
- 2017: 62,59 m
- 2019: 65,05 m
- 2021: 67,05 m; (jamaikanischer Rekord)